# Red Octopus
 Red Octopus es un álbum de estudio del grupo de Rock norteamericano Jefferson Starship. Dicho álbum fue producido por la banda junto con Larry Cox y publicado por RCA en junio de 1975. "Red Octopus" significó la reunión de Marty Balin, Grace Slick y Paul Kantner, quienes fundaron el legendario grupo "Jefferson Airplane" en 1966. A su vez, "Red Octopus" se convirtió en el álbum más exitoso de las tres formaciones relacionadas con dicha banda: "Jefferson Airplane", "Jefferson Starship" y "Starship" al permanecer 87 semanas en la lista de Billboard en los Estados Unidos, en cuatro de esas semanas, el álbum permaneció en el puesto 1. A su vez, el sencillo "Miracles" ha sido difundido radialmente más de dos millones de veces, según "BMI". En 2005, "BMG" y "RCA" reeditaron "Red Octopus" para Sony Music incluyendo el tema "Miracles" en formato de sencillo y cuatro temas registrados en vivo en Winterland el 7 de noviembre de 1975 como bonus tracks.

## Canciones
1. "Fast Buck Freddie" (Grace Slick/Craig Chaquico) - 3:29.
2. "Miracles" (Marty Balin) - 6:52.
3. "Git Fiddler" (Papa John Creach/Kevin Moore/John Parker) - 3:10.
4. "Ai Garimasu" ("There Is Love") (Grace Slick) - 4:16.
5. "Sweeter Than Honey" (Craig Chaquico/Marty Balin/Pete Sears) - 3:22.
6. "Play on Love" (Grace Slick/Pete Sears) - 3:42.
7. "Tumblin'" (Marty Balin/Robert Hunter/David Freiberg) - 3:28.
8. "I Want to See Another World" (Paul Kantner/Grace Slick/Marty Balin) - 4:36.
9. "Sandalphon" (Pete Sears) - 4:10
10. "There Will Be Love" (Paul Kantner/Marty Balin/Craig Chaquico) - 5:05.

## Músicos
- Grace Slick: Piano y voces.
- Paul Kantner: Guitarra y voces.
- Marty Balin: Voces.
- John Barbata: Batería, percusión y voces.
- Craig Chaquico: Guitarra y voces.
- Papa John Creach: Violín.
- Pete Sears: Bajo, teclados y voces.
- David Freiberg: Bajo, teclados y voces.